# Symphitoneuria clara
Symphitoneuria clara là một loài Trichoptera trong họ Leptoceridae. Chúng phân bố ở miền Australasia.